# Les Envoûtés (film, 1987)
Pour les articles homonymes, voir Les Envoûtés et The Believers.
Pour plus de détails, voir Fiche technique et Distribution.
Les Envoûtés (The Believers) est un thriller américain réalisé par John Schlesinger, sorti en 1987. Il s'agit de l'adaptation de la nouvelle The Religion de Nicholas Conde.
Le film suit Cal Jamison, un psychologue de la police, qui s'installe à New York avec son fils Chris. Un jour, la police l'appelle afin d'enquêter sur des meurtres particulièrement horribles : les victimes sont éventrées et dépecées selon un rituel d'Amérique Centrale qui a pour nom la santeria.

## Synopsis
Un an après la mort accidentelle de sa femme Lisa à la suite d'une électrocution, le psychologue Cal Jamison déménage avec son jeune fils, Chris, de Minneapolis à New York, où Cal commence à travailler comme psychologue pour le département de police de la ville. Quelque temps plus tard, il fait la connaissance du lieutenant de police Sean McTaggert, qui l'invite à s'occuper d'un de ses policiers, Tom Lopez. Ce dernier a découvert dans un cinéma abandonné un jeune garçon horriblement assassiné. Il affirme qu'il s'agit là de l'œuvre d’une secte pratiquant une version malveillante de la brujería. On charge Cal d’examiner le cas de Tom.
Plus tard, une deuxième victime est retrouvée éviscérée sur un autel de fortune sous un quai à Staten Island. Cal commence peu à peu à se renseigner sur la brujería auprès de Carmen, sa gouvernante et nounou, qui en pratique une forme bienveillante, laissant des charmes de protection dans l’appartement pour lui et Chris. Cal se rend aussi dans une boutique spécialisée mais sans réussir à parler avec l'auteur d'un livre de magie. Entre-temps Tom Lopez s'est échappé de l'asile et le lendemain, complètement paranoïaque, il rentre dans un fast food, où il écrit le nom de son organisation de jeunes de quartier sur un magazine mettant en couverture le milliardaire Robert Calder. Hurlant ensuite de façon frénétique, il se poignarde à mort. Lors de son autopsie on découvre qu'il avait en lui des serpents vivants.
Plus tard, Cal et sa nouvelle petite amie, Jessica, assistent à une fête où ils rencontre Robert Calder ainsi qu'un mystérieux homme noir, Palo, qui tente de voler un collier à Jessica. Peu de temps auparavant, elle avait laissé son poudrier dans la salle de bain, et à son insu, Palo a frotté le tampon avec ses doigts. Elle surprend aussi une conversation entre le milliardaire et d'autres hommes. Lorsqu'ils rentrent chez eux, ils trouvent Carmen en train d’effectuer un rituel sur Chris, qui hurle. Cal la jette avec colère hors de la maison, bien qu’elle lui assure qu’elle tente de le protéger.
Quelques jours plus tard, Chris accompagne sa tante Kate et son oncle Dennis lors d’un séjour dans leur maison de campagne. Pendant ce temps, Cal et Jessica consultent Oscar Sezine, un ami de Tom, qui croit que la secte planifie un meurtre rituel pour le solstice d’été dans quatre jours. Oscar effectue un rituel de purification pour tenter d’assurer la sécurité de Chris, dont il craint qu’il ne soit ciblé. Le lendemain matin, Jessica trouve un furoncle sur son visage et tombe malade. Avant de partir pour la campagne, Cal reçoit un appel téléphonique frénétique du lieutenant de police Sean McTaggert. Cal arrive à son appartement, où ce dernier est assis avec une arme à feu. Divaguant de manière paranoïaque, il montre à Cal une photo et un dossier secret qu’il a découvert documentant le meurtre rituel de son propre fils par l’homme d’affaires Robert Calder. Cal part avec le dossier sur l’insistance de McTaggert, qui finit par se suicider.
Pendant ce temps, Jessica a une crise de panique après que le furoncle sur son visage ait éclaté et que des bébés araignées se soient libérés. Alors que Cal s’occupe de Jessica à l’hôpital, Kate lui laisse un message vocal disant qu’elle a changé ses plans et qu’elle va lui rendre Chris mais le message est interrompu. Ignorant cet appel, Cal quitte l’hôpital avec son ami Marty, qui le conduit à la maison de campagne de Kate et Dennis. À son arrivée, Dennis dit à Cal que Kate est allée dans une épicerie ouverte 24 heures sur 24. Dans le salon, Dennis raconte un voyages que lui et Kate effectuèrent au Soudan en 1946. Leur jeune fils, qui était malade, a été offert en sacrifice pour mettre fin à une sécheresse. Palo et Calder entrent alors dans la pièce, avec un certain nombre d’autres adeptes, exhortant Cal à se joindre à eux, et déclarant que Chris a été prédestiné à devenir un sacrifice.
Cal s’enfuit par une fenêtre à l’étage avant de se diriger vers le hangar à bateaux, où il trouve le cadavre de Kate avant qu’il ne soit assommé par Palo. Ils se rendent ensuite dans une usine abandonnée, où le meurtre rituel de Chris doit être perpétré. Marty arrive et se cache, observant toute la scène d'en haut. Au dernier moment, Cal contrecarre le sacrifice en poignardant Dennis à mort, tandis que Marty tire sur des membres de la secte. Calder enlève Chris et le trio arrive dans un monte-charge. De son côté, Marty est neutralisé par une fléchette de sarbacane par Palo, mais ce dernier est gravement brûlé par un tour de magie de Marty. Cal parvient à poursuivre Calder dans une salle de stockage, le poignardant à mort avant de récupérer Chris. Le père et le fils sont alors attaqués par Palo, qui est attiré par la voix du jeune garçon, le faisant tomber dans le vide. Ils peuvent alors s’échapper de l’entrepôt.
Un an plus tard, Cal, Jessica et Chris vivent heureux dans une ferme à la campagne, alors que Jessica est enceinte. Suivant leur chien qui aboie jusqu’à la grange, Cal fouille le grenier et trouve un autel orné d’icônes religieuses, de produits frais et de divers animaux sacrifiés. Entendant des bruits venant d’en bas, il voit que Jessica est entrée. Elle avoue avoir construit le sanctuaire en disant qu'elle l'a fait pour eux, pour qu'ils soient en sécurité. Cal visiblement choqué reste sans voix.

## Fiche technique
Sauf indication contraire, les informations mentionnées dans cette section peuvent être confirmées par la base de données cinématographiques IMDb,  présente dans la section « Liens externes ».
- Titre original : The Believers
- Titre français : Les Envoûtés
- Réalisation : John Schlesinger
- Scénario : Mark Frost, d'après la nouvelle The Religion de Nicholas Conde
- Musique : J. Peter Robinson
- Direction artistique : Simon Holland
- Décors : John Kasarda	et Carol Spier
- Costumes : Shay Cunliffe
- Photographie : Robby Müller
- Montage : Peter Honess
- Production : Beverly J. Camhe, Michael Childers et John Schlesinger
- Société de production et distribution : Orion Pictures
- Pays de production :  États-Unis
- Langue originale : anglais
- Format : couleur - Dolby - 35 mm - 1.85:1
- Genre : drame, horreur, policier, thriller
- Durée : 110 minutes
- Dates de sortie : 
  - États-Unis : 10 juin 1987
  - France : 23 septembre 1987
- Film interdit aux moins de 12 ans lors de sa sortie en France
- Affiche : Bill Gold (États-Unis)

## Distribution
- Martin Sheen (VF : Jean Barney[1]) : Cal Jamison
- Helen Shaver : Jessica Halliday
- Harley Cross : Chris Jamison
- Robert Loggia : le lieutenant Sean McTaggert
- Lee Richardson : Dennis Maslow
- Elizabeth Wilson : Kate Maslow
- Richard Masur : Marty Wertheimer
- Harris Yulin : Robert Calder
- Jimmy Smits : Tom Lopez
- Carla Pinza : Carmen Ruiz
- Raúl Dávila : Oscar Sezine
- Malick Bowens : Palo
- Janet-Laine Green : Lisa Jamison
- Philip Corey : l'assistant de Calder

## Production
En 1984, les producteurs Michael Childers et Beverly Camhe achètent les droits d'adaptation de la nouvelle The Religion de Nicholas Conde, pour 20th Century Fox. Le 20 décembre 1984, l'auteur déclare avoir fini le scénario, avant que Mark Frost, alors scénariste pour la télévision, n'écrive finalement son premier scénario pour le cinéma.
Le tournage débute le 5 juin 1986, à New York pour les extérieurs pendant deux semaines. L'équipe se déplace ensuite à Toronto (Canada), pour l'hôtel de ville de Toronto et aux studios Magder, jusqu'au 28 septembre.

## Accueil critique
L'année de sa sortie en États-Unis, le critique et journaliste du cinéma Roger Ebert n'a pas apprécie le film le décrivant comme incroyablement stupide, insipide et à moitié d’esprit. A contrario, le The Washington Post loue le film qu'il qualifie de thriller où le bizarre et l'occulte se mélangent à travers la foi religieuse, le tout dans une atmosphère effrayante.
L'année de sa sortie en France, Le Monde apprécie grandement le film pour sa mise en scène du suspens ainsi que la découverte de ces religions et cultures atypiques.
En 2015, Dvdclassik parle de mises en scènes soignées, qui glissent progressivement le spectateur vers un fantastique angoissant.
Point Culture parle d' un film sobre, plongeant dans un monde d'hypnotisme et d'illusion mystique proches du satanisme, au carrefour de l'occultisme et du thriller.
Les Cinémas du Grütli apprécie le film pour son atmosphère horrifique tout en se démarquant de la nouvelle vague d'alors de films propre à ce genre.

## Commentaires
- L'histoire mêle de nombreux sujets noirs ayant un rapport avec la sorcellerie (qui est appelée aussi dans le film brujería en espagnol), le vaudou et l'exorcisme.
- Cette histoire fut aussi inspirée de faits réels commis par des tueurs en série de l'époque, dont Adolfo Constanzo et Sara Aldrete, ayant été impliqués dans certaines affaires en rapport avec la santeria.